# Rob Cavallo
Robert Siers "Rob" Cavallo, född 21 mars 1963 i Washington, D.C., är en amerikansk musikproducent och musiker, som ligger bakom merparten av Green Days inspelningar, med start efter Dookie, ett undantag är Warning. Han var den drivande kraften bakom Green Days kontrakt med Reprise Records.
Rob Cavallo ligger bakom plattor till artister som Goo Goo Dolls, Avril Lavigne (The Best Damn Thing 2007), Alanis Morrisette och Jewel.
Cavallo har även gjort musiken i filmen Rent.

## Biografi
Rob Cavallo föddes i Washington D.C. den 21 mars 1963, men flyttade till Los Angeles, Kalifornien när han bara var 10 år gammal. Hans musikintresse började när han var 11 år efter att han hade lyssnat på sin pappas The Beatles-samling. Han tog examen på University of Southern California år 1985.

## Karriär

### Platinasäljande album

#### Green Day
- Dookie
- American Idiot
- Nimrod
- Bullet in a Bible
- Warning

#### Goo Goo Dolls
- Dizzy Up the Girl
- A Boy Named Goo
- Gutterflower

#### My Chemical Romance
- The Black Parade

#### Dave Matthews Band
- Big Whiskey and the Groogrux King

#### David Cook
- David Cook

#### Phil Collins
- Testify

#### Kid Rock
- Rock and Roll Jesus

#### Shinedown
- Sound of Madness